# Drei gegen Hollywood
Drei gegen Hollywood ist eine deutsche Fernsehfilm-Komödie von Sigi Rothemund aus dem Jahr 1982. Der Film basiert auf dem Theaterstück Once in a Lifetime von Moss Hart und George S. Kaufman aus dem Jahr 1930, das bereits einmal im Jahr 1932 verfilmt wurde. Motive aus dem Theaterstück sind auch in dem Filmklassiker Du sollst mein Glücksstern sein (Singin’ in the Rain) aus dem Jahr 1952 zu finden.

## Handlung

### Haupthandlung
Der Film handelt von den drei Variete-Schauspielern May Daniels, Jerry Hyland und Dr. George Lewis, die in den 1930er Jahren mit ihren Auftritten in kleinen Theatern nur wenig Erfolg haben. Durch einen Zeitungsartikel erfahren sie, dass in Hollywood gerade die Generation des Tonfilms anbricht. Sie erkennen darin ihre große Chance, doch noch groß ins Showgeschäft einsteigen zu können. Sie mutmaßen, die Stummfilmstars können nicht richtig sprechen. Sie planen daher, eine Sprachschule für Hollywoodstars zu eröffnen. Die neue Geschäftsidee verschlägt die drei Protagonisten in die Filmstudios nach Hollywood, in denen gerade die ersten Tonfilme gedreht werden. Im Zug nach Hollywood treffen die drei auf die Kolumnistin Helen Hobart und die junge naive Nachwuchsschauspielerin Susan Walker, die durch ihren Sprachfehler auffällt.
In Hollywood angekommen treffen sie auf diverse Personen des Filmgeschäfts, darunter den ständig genervten Studioleiter Hermann Glogauer, den verzweifelten Regisseur Meterstein, die Sekretärin Miß Leighton und die Schauspielerin Phyllis Fontane, die tatsächlich aufgrund ihrer kreischenden Stimme nicht für den Tonfilm geeignet ist. Da der Studioleiter Glogauer beinahe an der Stimme Phyllis Fontanes' verzweifelt, gefällt ihm die Idee mit der Sprachschule. Er bietet den drei Ankömmlingen die Möglichkeit, ihre Schule zu eröffnen.
Nach anfänglich mäßigem Erfolg verschafft sich ausgerechnet der naive und tollpatschige Dr. Lewis immer mehr Einfluss im Filmgeschäft. Er gibt ständig aus dem Zusammenhang gerissene Zeitungszitate von sich und trifft offensichtliche Fehlentscheidungen, die sich nach kurzer Zeit als Glücksgriff entpuppen.
So lässt er es beispielsweise das falsche Drehbuch verfilmen. Anstatt des Films Der Walfisch von Nottre Dame wird der Cleopatra-Film Der Tag an dem die Sphinx weinte mit der untalentierten Schauspielerin Susan Walker in der Hauptrolle verfilmt. Er wird daraufhin zunächst von Hermann Glogauer gefeuert. In den Kinos wird dieser Film jedoch ein Kassenschlager, da er durch die Kritiker als Komödie aufgefasst wird.
Für den Film Krieg in den Wolken kauft er 500 Flugzeuge für die Dreharbeiten ein, und ruiniert damit beinahe Hermann Glogauer. Später stellt sich heraus, dass die anderen Studios ebenfalls Fliegerfilme drehen wollen, es jedoch am Markt keine Flugzeuge mehr zu kaufen gibt. Sie bieten Hermann Glogauer hohe Summen für seine Flugzeuge.
May Daniels und Jerry Hyland kämpfen derweil mit ihren eigenen Problemen. Während May versucht die Sprachschule zu führen, fühlt Jerry sich immer mehr zu Phyllis Fontane hingezogen, deren Fan er schon vor seiner Ankunft in Hollywood war. Dadurch beschwört er Mays Unmut herauf und es kommt zu zahlreichen Diskussionen zwischen den beiden.

### Nebenhandlungen
Im Laufe des Geschehens kommt es zu einigen Nebenhandlungen, die sich wie ein roter Faden durch den ganzen Film ziehen.
- Lawrence Vail, ein bei den Glogauer-Studios angestellter Drehbuchautor, versucht in der Empfangshalle einen Termin mit Hermann Glogauer zu bekommen, wird dabei aber immer wieder von der Sekretärin Miss Leighton abgewimmelt, sodass er später entnervt das Studio verlässt. Beim Herausstürmen stößt er einen Pagen um, der gerade mit einem Hinweisschild die Eingangshalle betritt. Auf dem Schild, das er nicht mehr liest, steht die Nachricht, dass Hermann Glogauer nun auf dem Weg zu ihm sei. Später trifft er im Zug die nach Hause reisende May Daniels und erzählt ihr von einem Aufenthalt in einer Nervenheilanstalt. Dort ist er von dem Trauma rund um Hermann Glogauer kuriert worden.
- Immer wieder drängen Nebencharaktere Hermann Glogauer beim Betreten der Eingangshalle, dass er sich deren schauspielerische Fähigkeiten anschaut. Ebenso sprechen sie andere Charaktere, wie z. B. den Klavierspieler an, ob diese sie ins Filmgeschäft bringen können.
- Die Kolumnistin Helen Hobart veröffentlicht regelmäßig neue Kolumnen und kommentiert damit zurückschauend das Geschehen in Hollywood und in den Glogauer-Studios.

## Hintergrund
Der Film wurde im Auftrag des ZDF produziert. Gedreht wurde in den Fernsehstudios von Unterföhring bei München. Die Erstausstrahlung im ZDF erfolgte am 20. Februar 1982 im Zuge der Einführung des Zweikanalton im Deutschen Fernsehen.